# Lethe boisduvalii
Lethe boisduvalii är en fjärilsart som beskrevs av Harrison 1862. Lethe boisduvalii ingår i släktet Lethe och familjen praktfjärilar. Inga underarter finns listade i Catalogue of Life.